# Diadelia bicoloricornis
Diadelia bicoloricornis là một loài bọ cánh cứng trong họ Cerambycidae.